# Антонов, Алексей Тихонович
Алексе́й Ти́хонович Анто́нов  (21 марта 1932 — 1 октября 2005) — российский художник, кандидат наук, профессор, член Союза художников России.
Художник, педагог, искусствовед. 
Работы А.Т. Антонова хранятся собрании ФОНДА ГБУК ВО «ЦПИИ» г. Владимира, в частных собраниях в России и за рубежом. 
Автор статей в центральных журналах «Художник» и «Юный художник». Автор и составитель каталогов ряда региональных, областных, персональных художественных выставок, буклетов. 
Много писал о творчестве марийских и владимирских художников, с которыми хорошо знаком: Ю. Белкове, Н. Баранове, Б. Французове, В. Леонове, Н. Модорове, Н. Мокрове, Н. Бобкове, В. Шумове, И. Куликове и других. 
Основатель Владимирского художественно-графического факультета, первый декан, первый зав. кафедрой и первый профессор.

## Биография
Родился в 1932 году в г. Алексин Тульской обл.
1954 г. - заканчивает художественно-графический факультет Московского пединститута (МГПИ им. В.П.  Потёмкина). Профессора: народный художник РСФСР Соколов-Скаля П.П., народный художник СССР Гапоненко Т.Г., Ефанов В.П., Одинцов В.А., Финогенов К.И., Машковцев Н.Г., Суздалев П.К., Ростовцев Н.Н.
1954 г.-1955 г. - работает учителем изобразительного искусства и черчения в школе г. Барнаул.
1955 г.-1958 г. - служит в Советской Армии.
1958 г.-1961 г. - работает учителем изобразительного искусства и черчения в школе г. Алексин.
1961 г.-1965 г. - принимает участие в создании и становлении худграфа Удмуртского государственного пединститута, преподаёт.
1965 г. - поступает в аспирантуру при МГПИ им. В.И. Ленина.
1970 г. - защищает кандидатскую диссертацию под научным руководством профессора Н.Н. Ростовцева в МГПИ им. В.И. Ленина.
1968 г. - Министерским приказом направляется в Марийскую автономную республику.
1968 г.-1978 г. - заведует кафедрой изобразительного искусства в Марийском государственном пединституте, преподаёт.
1973 г. - утверждён в учёном звании доцента.
1976 г. - принят в Союз Художников СССР.
Начинает участвовать в городских, областных, региональных, республиканских, всероссийских и всесоюзных выставках. 
Впервые пробует себя в искусствоведческой деятельности, став впоследствии автором многочисленных статей и каталогов.
1977 г. - награждается знаком «Отличник народного просвещения».
1978 г. - возглавляет открывающийся художественно-графический факультет Владимирского государственного пединститута приказом Министерства Просвещения РСФСР. Первый декан, первый зав. кафедрой и первый профессор.
1978 г.-2004 г. - преподаёт на Владимирском художественно-графическом факультете.
Успешно сочетает педагогический труд с художественным творчеством, научной и искусствоведческой работой. 
Профессионально занимается изучением детского творчества, активно сотрудничает с аспирантами в качестве рецензента кандидатских и докторских диссертаций, программ, методических изданий и т.п. 
Начало 1990-х гг. - участвует в становлении кафедры архитектуры ВЛГУ, преподаёт.
1994 г.- получает учёное звание профессора.
Ушёл из жизни 1 октября 2005 года.

## Сочинения
- Антонов А.Т., Кувшинская Л. А. Юрий Белков. Очерк о творчестве художника / А.Т. Антонов, Л.А. Кувшинская / Йошкар-Ола: Марийское книжное издательство. - 1981

Каталоги:
- Антонов А.Т., Товаров-Кошкин Б.Ф. Каталог выставки «Художники Марийской АССР Великой Победе». – Йошкар-Ола. – 1975.
- Антонов А.Т., Товаров-Кошкин Б.Ф. Каталог художественной выставки «Край Марийский. (К 25 съезду КПСС и 15-летию Союза художников МАССР). Йошкар-Ола. – 1976.
- Антонов А.Т., Белков Ю.С. Каталог персональной выставки произведений художника «Ю.С. Белков».-  Йошкар-Ола. - 1977
- Антонов А.Т. Каталог выставки «Николай Баранов». – Владимир. - 1979
- Антонов А.Т. Каталог выставки «Роман Михайлович Блинов». – Владимир. - 1980
- Антонов А.Т. Каталог выставки произведений художников Владимира «Край Владимирский» (К 875-летию Владимира). – Владимир. – 1983
- Антонов А.Т. Каталог «Выставки учебно-творческих работ студентов художественно-графического факультета к 65-летию ВЛКСМ». - Владимир. – 1983
- Антонов А.Т. Каталог «Областной художественной выставки к 60-летию СССР». – Владимир. – 1983
- Антонов А.Т. Каталог выставки «Художники Владимира». – Москва. – 1984
- Антонов А.Т. Каталог «Выставки творческих работ преподавателей ХГФ». – Владимир. - 1984
- Антонов А.Т. Каталог «Областной выставки молодых художников (К 40-летию Победы советского народа в Великой Отечественной войне)». - Владимир. - 1984
- Антонов А.Т. Каталог выставки «Раиса Варцава». – Владимир. – 1984
- Антонов А.Т. Каталог «Выставки научной и творческой работы доцента Ю.К. Малинина». – Владимир. – Владимир. – 1984
- Антонов А.Т. Каталог «Областной художественной выставки к 40-летию Победы советского народа в Великой Отечественной войне». - Владимир. -1985
- Антонов А.Т. Каталог «Областной художественной выставки». – Владимир. - 1986
- Антонов А.Т. Каталог персональной выставки живописи «Иван Иванович Куликов». – Владимир. – 1986
- Антонов А.Т. Каталог «Валентин Шумов». – Владимир. – 1987
- Антонов А.Т. Каталог «Николай Николаевич Модоров. Живопись». – Владимир. – 1987
- Антонов А.Т. Каталог «Николай Бобков». – Владимир. - 1988
- Антонов А.Т. Каталог выставки «Владимир Леонов». – Владимир. – 1989

### Статьи
- Лаврова, Т. Мгновения и тайна бытия. Первая персональная выставка профессора А.Т. Антонова / Т. Лаврова // Газета «Молва». – 2002. - № 20. 16 февраля. – Владимир
- Мартова, К. Акварели, сотканные из света / К. Мартова // Газета Молва. – 2006. - № 121. 20 октября. – Владимир
- Костаков, М. Палитра души Алексея Антонова / М. Костаков // Газета Владимирские субботние ведомости. – 2006. - № 200. 30 сентября. – Владимир
- Антонова, Л.А. О личности, художнике и педагоге. (К 75-летию профессора А.Т. Антонова) / Л.А. Антонова // Вестник ВГПУ. Научно - методический журнал. - Вып. 15. Серия: психолого-педагогические науки и искусство. - Владимир: ВГПУ, 2007. - 128 с.: с. 113-115 ISBN 978-5-87846-572-4
- Антонова, Л.А. Без зрителя художник ничто (памяти профессора, члена СХ РФ Алексея Тихоновича Антонова) / Л.А. Антонова // Вестник ВГГУ. Научно - методический журнал. – Вып. 20. Серия: музыкальное и изобразительное искусство. - Владимир: ВГГУ, 2009. – 82 с.: с. 7-12 ISBN 978-5-87846-647-5
- Антонова, Л.А. Своеобразие изобразительной техники художника Алексея Антонова / Л.А. Антонова // Искусство и педагогика: теория, методика, практика: сб. науч. тр. по материалам Междунар. научно-практ. конф. 12 сентября 2011 г. Под общ. ред. Л.Н. Высоцкой. - г. Владимир: ВлГУ, 2012. – 364 с.: с.83-94 ISBN 978-5-9984-0245-6
- Кошелева, Л.А. Из воспоминаний первого декана Владимирского худграфа А.Т. Антонова о временах основания факультета (к 95-летию Владимирского педагогического института) / Л.А. Кошелева // Вестник ВлГУ. Научно - методический журнал. – Вып. 36. Серия: психолого-педагогические науки и искусство. - Владимир: ВлГУ, 2014. ISBN 978-5-87846-572-4
- Кошелева Л.А. В поисках цветовоздушности. Памяти художника Алексея Антонова (1932-2005гг.). Журнал «Русская галерея – XXI век». «RUSSIANGALLERY-XXICENTURY». Издательский Дом “ПАНОРАМА», №1, 20015, стр. 50-53. ISSN 2075-0986

### Телепрограммы
- Телепрограммы Телеканал «Мир ТВ». Проект «НАСЛЕДИЕ»: серия «Художник Алексей Антонов» от 21 апреля 2015 г. www.mirtv33.ru